# Cristian Ugalde
Cristian Ugalde García (Barcelona, Katalonija, Španjolska, 19. listopada 1987.) je španjolski rukometaš i nacionalni reprezentativac. Mlađi je brat španjolskog rukometaša Antonija Ugaldea.
Cristian Ugalde nastupa za Barcelonu s kojom je 2006. i 2011. osvojio španjolsko prvenstvo, 2006. i 2008. španjolski Superkup a 2011. rukometnu Ligu prvaka.
Igrač je sa Španjolskom osvojio broncu na Svjetskom prvenstvu 2011. u Švedskoj dok je 2012. na Europskom prvenstvu u Srbiji bio četvrti.

## Vanjske poveznice
- Cristian Ugalde (de.Wiki)
- Cristian Ugalde (en.Wiki)
- Cristian Ugalde (es.Wiki)
- Cristian Ugalde (pl.Wiki)